# Pancho Guevara
Francisco Javier Guevara Vargas apodado Pancho Guevara (Lima, Lima, 10 de abril de 1946 - Ibidem, 18 de mayo de 2015) fue un músico de rock peruano. Fue baterista y cofundador de la banda de rock Los Saicos; agrupación considerada por algunos como pionera del punk en los sesenta en el mundo.
Integró Los Saicos entre 1964 a 1966 y editó con ellos seis discos de 45 RPM. Tras la internacionalización el grupo, a partir de la década de 2000, debido a la publicación del disco no oficial Wild Teen Punk from Perú 1965 en España; Los Saicos se reunieron para dar presentaciones oficiales en Lima (2011 y 2013), España (Benidorm, 2010), México (Distrito Federal 2011) y Argentina (Buenos Aires, 2011), ya sin el fallecido guitarrista Rolando Carpio.
Antes y después del recordado reencuentro de Los Saicos, Pancho tocó en varias ocasiones con Los Cometas de Lince (haciendo versiones de Los Saicos con integrantes de Manganzoides y Los Protones), así como con integrantes de bandas como La Ira de Dios y Vaselina.
Guevara murió de cáncer, el 18 de mayo de 2015, a los 69 años.

## Discografía
- Come on/Ana ( Dis-Perú, 1965)
- Demolición/Lonely Star (Dis-Perú, 1965)
- Camisa de fuerza/Cementerio (Dis-Perú, 1965)
- Te amo/Fugitivo de Alcatraz (Dis-Perú, 1965)
- Salvaje/El Entierro de Los Gatos (Dis-Perú, 1965)
- Besando a otra/Intensamente (El Virrey, 1966)